# Lista de capítulos de Rosario + Vampire

Capa da edição brasileira do volume 1 de Rosario + Vampire, lançado pela JBC em Julho de 2010

O mangá Rosario + Vampire foi escrito e ilustrado por Akihisa Ikeda. Começou a ser publicado em agosto de 2004 na edição da Monthly Shōnen Jump. O primeiro volume independente foi lançado pela Shueisha em 4 de outubro de 2004. Cada volume teve quatro células com as notas do autor. No volume 7, Ikeda mencionou que ele estava trabalhando com um novo editor. No volume 9, Ikeda mencionou que a série seria adaptada em anime. O volume décimo e final foi lançado em 4 de outubro de 2007, abrangendo 39 capítulos que foram publicados. A razão para o término da série, foi porque a Monthly Shōnen Jump tinha encerrado, em seus 37 anos de publicação.  Um capítulo bônus de Rosario + Vampire foi publicado em setembro de 2007, na edição da Weekly Shōnen Jump. A série foi procedida na publicação seguinte: Rosario + Vampire: Ano II, a sequência que começou a ser publicada em novembro de 2007, na edição da Jump Square.
No Brasil o mangá foi publicado pela JBC entre Julho de 2010 até Agosto de 2014.
O mangá também foi licenciado na América do Norte e no Reino Unido pela Viz Media sob a impressão da Shonen Jump Advanced, e na Austrália e Nova Zelândia pela Madman Entertainment, om os volumes lançados entre 3 de junho de 2008, e 3 de novembro de 2009. Os capítulos individuais da série foram chamados de testes, enquanto cada volume nas versões anglófonas foram chamadas de lições.
Na França, a primeira temporada de dez volumes foi publicada pela editora Tonkam em 23 de julho de 2008, e a segunda temporada foi publicada em 5 de novembro de 2008.
Na Itália, a editora Planeta deAgostini adquiriu os direitos do mangá, e começou a publicar em novembro de 2009 mas após a suspensão por tempo indeterminado de publicações orientais da editora, os direitos foram comprados pela GP Publishing, que começou a publicar em 19 de julho de 2012. O quinto volume foi lançado em uma edição especial da revista em 1 de novembro à 4 novembro na presença de Ikeda na Lucca Comics del 2012. Até agora, 80 capítulos foram publicados, incluindo 75 em 18 volumes em formato tankōbon (até o trigésimo quinto capítulo do oitavo volume de  Rosario + Vampire II).

## Volumes
| - 1. "Gakuen no Banpaia" (学園のバンパイア) - 2. "Kuroi Yume no Kurumu" (黒い夢のくるむ) - 3. "Bukatsu ni Hairō!" (部活に入ろう!) - 4. "Senpai to wa Nakayoku ne" (先輩とは仲よくね) |

| - 5. "Itazura na Koi?" (いたずらな恋) - 6. "Āto na Bāsudi" (アートなバースディ) - 7. "Shimekiri o Mamorō!" (締切を守ろう!) - 8. "Tsuki ni Negai o" (月に願いを) |

| - 9. "Himitsu" (秘密) - 10. "Monku wa Nai Daro" (文句はないだろ) - 11. "Buraddo" (ブラッド) - 12. "Benkyō o Oshiete!" (勉強を教えて!) |

| - 13. "Himawari-iro no Natsuyasumi" (ひまわり色の夏休み) - 14. "Ningen no Machi" (人間のまち) - 15. "Tomodachi ni Naretara" (友達になれたら) - 16. 魔女の丘 ("Majo no Oka)" |

| - 17. "Kaiki" (回帰) - 18. "Shingakki" (新学期) - 19. "Yukidoke no Shōjo" (雪解けの少女) - 20. "Shinshoku" (侵食) |

| - 21. "Konpurekkusu" (コンプレックス) - 22. "Kuchizuke" (くちづけ) - 23. "Gūru" (屍鬼) - 24. "Naitomea" (ナイトメア) |

| - 25. "Kizuato" (傷跡) - 26. "Sunao na Kimochi" (素直なきもち) - 27. "Yakusoku Suru yo" (約束するよ) - 28. "Sentaku" (選択) |

| - 29. "Gakuen no Yami" (学園の闇) - 30. "Keikaku" (計画) - 31. "Sugao" (素顔) - 32. "Kī" (鍵) |

| - 33. "Riyū" (理由) - 34. "Kasanaru Negai" (重なる願い) - 35. "Gakuensai" (学園祭) - 36. "Raihōsha" (来訪者) |

| - 37. "Ririsu no Kagami" (リリスの鏡) - 38. "Mirai no Katachi" (未来のカタチ) - 39. "Saikai no Yakusoku" (再会の約束) - 40. "Shiawase no Yokan" (幸せの予感) |